# 牛田山
牛田山（うしたやま）は広島県広島市東区にある山。また、山頂付近に位置する行政地名（町名）である。ここでは、特に注記しない場合、前者について解説する。

## 概要
標高は261.1ｍ。茶磨山（最高三角点261m）をはじめとするいくつかのピークを持つ牛田山塊の通称とされる。戸坂地区では「西山」や「茶磨山」などといった別名で呼ばれる。
隆起した花崗岩の山で表面は風化しており、真砂土で覆われている。多くの動植物も確認できる。
住宅地である牛田地区を見立山、神田山、尾長山、二葉山と連なって囲むように馬蹄形の山並みとなっている。。前述の山々を含めた全長約5kmの縦走路にはたくさんの枝道となったルートが整備されており、人々に親しまれている。
山頂は、16世紀、在地の小領主（国人）だった戸坂氏の居城、戸坂城（別名茶臼山城）があった場所である。現在、山頂には手製のあずまやや、ベンチが置いてあるほか、三角点も設置されている（三角点の標高は260.7ｍ）。また、山頂付近には弥生時代後期のもので県内ではほかに出土例のないような形をした巴形銅器や、土器、鉄器、骨角器などが出土している「西山貝塚」とよばれる貝塚もある。これは、倭国大乱の際の軍事的施設だったという見方が有力とされている。
- 山頂にある看板

## ハイキングコース
複数のハイキングコースが整備されている。
以下は主な登山口
- 東区スポーツセンター口
- 牛田旭口
- 神田山荘口
- 不動院口（健脚コース・清涼コース）
- 早稲田小学校口
- 戸坂桜が丘口
- 城北グラウンド口
- 戸坂南口
- 中山中町口
- 広島女学院大学口（牛田東口）
- 大内越口
- 天神峠東口
- 天神峠西口
- 山根口
- 東照宮口
- 饒津口

## 町名「牛田山」
行政地名の牛田山は牛田山山頂付近に位置する。住居表示未実施。無居住地帯で人口は0人。面積は823311.189㎡。目立った施設は無いが、比治山大学短期大学部のグラウンドが町内に位置する。郵便番号は732-0061。